# 阿恩河
阿恩河（法語：Arn，法語發音：[aʁn]）是法国奥克西塔尼大区埃罗省与塔恩省的河流，是托雷河的左支流，长55.7千米。